# Yvon Dufour
Yvon Dufour (1er novembre 1930 à Courville, Québec - 10 février 1999 à Montréal, Québec) est un comédien québécois.

## Biographie
Il est d'abord annonceur de radio à la station CHRC de Québec. Il fonda la troupe de théâtre du Pont neuf avec Pierre Dufresne. 
Comédien de télévision, on le voit dans plusieurs téléromans, en premier dans le rôle d'un jeune curé dans le Survenant, puis le Courrier du Roy, Jeunes Visages, D'Iberville, les Enquêtes Jobidon, CF-RCK et la série La Petite Semaine, où il tient le rôle principal. Il joue aussi le rôle de Magloire Bouleau dans Les Belles Histoires des pays d'en haut en 1967. Son dernier rôle dans un téléroman est celui du curé dans Le Temps d'une paix. Son dernier rôle au cinéma est celui du juge patient dans la quadrilogie Les Boys 1997.
En 1983, il a coanimé la série télévisée Octo-puce, qui enseignait l'informatique et la programmation des ordinateurs au grand public en compagnie de Claudia Thériault sur les ondes de Radio-Québec.
En 1984, il a été victime d'un accident vasculaire cérébral qui a considérablement réduit ses activités et qui l'a laissé aphasique. Il est ensuite devenu porte-parole de l'Association québécoise des personnes aphasiques. Il est décédé en 1999 à l'âge de 68 ans d'une infection qui a suivi une fracture de la hanche.

## Filmographie

### Télévision
- 1954-1960 : Le Survenant
- 1956-1970 : Les Belles Histoires des pays d'en haut
- 1956-1957 : Les Ailes de l'aventure
- 1957-1959 : Opération-Mystère
- 1957 : La Maison du bord de l'eau, épisode 19 de la série télévisée Quatuor
- 1957-1958 : Au chenal du moine
- 1958-1959 : Sang et Or
- 1958 : Le Cheval de Troie, épisode 26 de la série télévisée Quatuor
- 1958 : Morts sans visage, épisode 29 de la série télévisée Quatuor
- 1958-1959 : Marie-Didace
- 1958-1959 : Demain dimanche
- 1958-1961 : Le Courrier du roy
- 1959-1961 : Jeunes Visages
- 1959-1962 : CF-RCK
- 1961 : L'Homme à l'oreille cassée, épisode 9 de la série télévisée Histoires extraordinaires
- 1962-1965 : Le Pain du jour
- 1962-1964 : Les Enquêtes Jobidon
- 1963-1966 : Ti-Jean Caribou
- 1964-1965 : Monsieur Lecoq
- 1965-1967 : Le Bonheur des autres
- 1967-1968 : Lecoq et fils
- 1967-1968 : D'Iberville
- 1970-1975 : Mont-Joye
- 1973-1976 : La P'tite Semaine : Lucien
- 1978-1979 : Le Monde de Monsieur Tranquille[2]
- 1978 : Régine et Marcel
- 1979 : Le Cerisier
- 1980-1984 : Le Temps d'une paix (remplacé par Pierre Gobeil à la suite de son AVC en 1984)
- 1983 : Octo-puce
- 1984 : La Pépinière

### Cinéma
- 1958 : Pays neuf de Fernand Dansereau
- 1958 : Les Mains nettes de Claude Jutra
- 1970 : Red de Gilles Carle
- 1974 : Les Beaux Dimanches de Richard Martin
- 1978 : Angela de Boris Sagal
- 1979 : King Solomon's Treasure d'Alvin Rakoff : Alphonse
- 1997 : Les Boys de Louis Saia : juge

## Référence
1. ↑  Marie-Odile Vézina et Edward Rémy, Têtes d'affiche, Éditions du printemps, 1983, 430 p. (ISBN 2-89264-007-5), p. 6
2. ↑  Source: Avec son théâtre d'été, son nouveau rôle à la télévision et de la bonne volonté: Yvon Dufour vient de perdre 40 livres., reportage de Marie-Andrée Parizeau, photos de James Gauthier, Les vedettes québécoises, 26 août 1978, pages 16 et 17.  Reportage sur l'émission Le monde de Monsieur Tranquille.